# Kolepiocefal
Kolepiocefal (Colepiocephale lambei) – dinozaur z rodziny pachycefalozaurów (Pachycephalosauridae).
Żył w epoce późnej kredy (ok. 83-71 mln lat temu) na terenach Ameryki Północnej. Długość ciała ok. 1,2 m, wysokość ok. 60 cm, masa ok. 20 kg. Jego szczątki znaleziono w Kanadzie (w prowincji Alberta).
Ten dinozaur został początkowo sklasyfikowany jako jeden z gatunków stegocerasa – Stegoceras lambei (Sternberg, 1945). W 2003 r. został uznany za odrębny rodzaj.